# ميخائيل غوردون (صحفي)
ميخائيل غوردون (بالإنجليزية: Michael Gordon)‏ هو صحفي أسترالي، ولد في 14 أغسطس 1955 في ملبورن في أستراليا، وتوفي في 3 فبراير 2018 في Cowes, Victoria ‏ في أستراليا.